# Дубинський Іван Якович
Іван Якович Дубинський (1920–1944) — червоноармієць Робітничо-селянської Червоної Армії, учасник Другої світової війни, Герой Радянського Союзу (1944).

## Біографія
Іван Дубинський народився 14 жовтня 1920 року у місті Прилуки (нині — Чернігівська область України) у робітничій сім'ї. Після закінчення семи класів неповної середньої школи працював столяром. У 1940 році Дубинський був призваний на службу до Робітничо-селянської Червоної Армії. З травня 1942 — на фронтах Німецько-радянської війни. Брав участь у боях на Воронезькому, 1-му та 2-му Українському фронтах. До березня 1944 року червоноармієць Іван Дубинський був розвідником 759-го стрілецького полку 163-ї стрілецької дивізії 40-ї армії 2-го Українського фронту. Відзначився під час форсування Південного Бугу.
13 березня 1944 року група розвідників, до якої входив і Дубинський, переправилася через Південний Буг у районі села Ладижин (нині — місто у Вінницькій області України) та взяла активну участь у захопленні плацдарму на його західному березі, відображенні німецьких контратак та розширенні плацдарму. Прорвавши ворожу оборону, група Дубинського вийшла в тил противника, посіявши в лавах паніку. Дії групи сприяли успішній переправі через річку всього полку. 4 травня 1944 року Дубинський загинув у бою на території Румунії. Похований у селищі Вама за 8 кілометрів на північний схід від румунського міста Кимпулунг-Молдовенеськ.
Указом Президії Верховної Ради СРСР від 13 вересня 1944 року за «мужність і героїзм, виявлені при форсуванні Південного Бугу та утриманні плацдарму на його правому березі», червоноармієць Іван Дубинський посмертно був удостоєний високого звання Героя Радянського Союзу. Також був нагороджений орденами Леніна та Вітчизняної війни 2-го ступеня, поряд медалей.

## Вшанування
У 1990 році погруддя Івана Дубинського встановлено в Прилуках (скульптор Тарас Братерський).